# Tratado de París (1898)
El Tratado de París, firmado el 10 de diciembre de 1898, dio por finalizada la guerra hispano-estadounidense y por él España abandonó sus demandas sobre Cuba, Puerto Rico, Filipinas y Guam. Cuba declaró su independencia en 1902 pero se mantuvo bajo influencia dominante estadounidense por medio de la Enmienda Platt y otros tratados hasta la revolución comunista liderada por Fidel Castro en 1959. Filipinas fue oficialmente entregada a los Estados Unidos por veinte millones de dólares y se mantuvo bajo autoridad directa estadounidense como territorio hasta el establecimiento de la Mancomunidad Filipina en 1935, que terminó con la independencia de las islas con el Tratado de Manila en 1946. Puerto Rico pasó a ser territorio estadounidense, logrando el establecimiento de un gobierno civil electo y la ciudadanía estadounidense con las leyes de Foraker en 1900 y Jones–Shafroth en 1917. Puerto Rico retuvo su estado político de territorio estadounidense no incorporado con el establecimiento del estado libre asociado en 1950. Al igual que Puerto Rico, Guam pasó a ser un territorio estadounidense no incorporado en 1950.
Aunque durante las negociaciones España intentó incluir numerosas enmiendas, finalmente no tuvo más remedio que aceptar todas y cada una de las imposiciones estadounidenses, puesto que había perdido la guerra y era consciente de que el superior poderío armamentístico estadounidense podría poner en peligro otras posesiones españolas en Europa y África.
El tratado se firmó sin la presencia de los representantes de los territorios traspasados a Estados Unidos, lo que provocó un gran descontento entre la población de los mismos, especialmente en el caso de Filipinas, que acabaría enfrentándose contra los Estados Unidos en la guerra filipino-estadounidense.

## Escenario
El Tratado de París de 1898 se considera el punto final del Imperio español de ultramar y el principio del periodo de poder colonial de los Estados Unidos.
La guerra hispano-estadounidense había tenido un desenlace rápido y previsible, debido a la superioridad armamentística estadounidense. A fines de julio de 1898, y todavía en plena guerra, España comenzó a negociar el fin de las hostilidades mediante el embajador francés en Washington D. C., Jules Cambon.
España temía que el conflicto se trasladara al otro lado del Atlántico y se pusieran en peligro las islas Canarias, las islas Baleares y las demás posesiones españolas en el norte de África y la Guinea Española.

## Negociaciones
Los miembros de la delegación estadounidense eran: William R. Day, William P. Frye, Cushman Kellogg Davis, George Gray y Whitelaw Reid. Curiosamente, y en contra de las más elementales normas democráticas, la delegación contaba con tres senadores (quienes lógicamente habrían de votar más tarde a favor de la ratificación de sus propias propuestas).
La delegación española contaba con los siguientes diplomáticos: Eugenio Montero Ríos, Buenaventura Abárzuza Ferrer, José de Garnica, Wenceslao Ramírez de Villaurrutia y Rafael Cerero, además del citado diplomático francés, Jules Cambon.
Las negociaciones se llevaron a cabo en el Ministerio de Asuntos Exteriores en París. Durante la primera sesión, el 1 de octubre de 1898, los españoles pidieron que antes de ponerse oficialmente en marcha las conversaciones, se devolviera la ciudad de Manila al gobierno español, ya que había sido capturada por los estadounidenses horas después de la firma del protocolo de paz en Washington. Los norteamericanos se negaron a considerar esta circunstancia.
Durante casi un mes, las negociaciones giraron en torno a Cuba. Los dirigentes de Estados Unidos temían que tras la larga campaña propagandística llevada a cabo en los medios de comunicación de Estados Unidos, la opinión pública se volviera en su contra si hubieran pretendido anexionarse la isla, como hicieron con Puerto Rico, Guam y las Filipinas. Otro tema que se puso sobre la mesa de negociaciones fue la deuda nacional cubana, que ascendía a más de cuatrocientos millones de dólares. España se negó a aceptarla, pero al final no tuvo otra opción y la responsabilidad de la deuda tuvo que ser asumida por España.
Tras el final de las conversaciones sobre asuntos cubanos, Estados Unidos también impuso que España entregaría Puerto Rico y Guam a los Estados Unidos.
Los negociadores se centraron entonces sobre la cuestión de las Filipinas, con los miembros de la delegación española albergando inocentemente la esperanza de ceder solo Mindanao y las islas de Sulú, manteniendo bajo administración española el resto del archipiélago. 
Tras un breve debate, la delegación estadounidense ofreció veinte millones de dólares el 21 de noviembre y exigió una respuesta en un plazo de 48 horas. Eugenio Montero Ríos se sintió insultado y dijo airadamente que él podría responder de inmediato, pero la delegación estadounidense abandonó la mesa de conferencias. Cuando las dos partes se reunieron de nuevo, la reina María Cristina había telegrafiado ya su aceptación de los términos. Montero Ríos recitó la respuesta oficial:

El Gobierno de Su Majestad, movido por razones nobles de patriotismo y de humanidad, no asumirá la responsabilidad de volver a traer a España todos los horrores de la guerra. Para evitarlos, se resigna a la penosa tarea de someterse a la ley del vencedor, por dura que sea, y como España carece de los medios materiales para defender los derechos que cree que son suyos, se aceptan los únicos términos que los Estados Unidos le ofrecen para la conclusión del tratado de paz.

Se empezó a trabajar en la conclusión del tratado el 30 de noviembre y fue finalmente firmado el 10 de diciembre de 1898.

## Ratificación legislativa

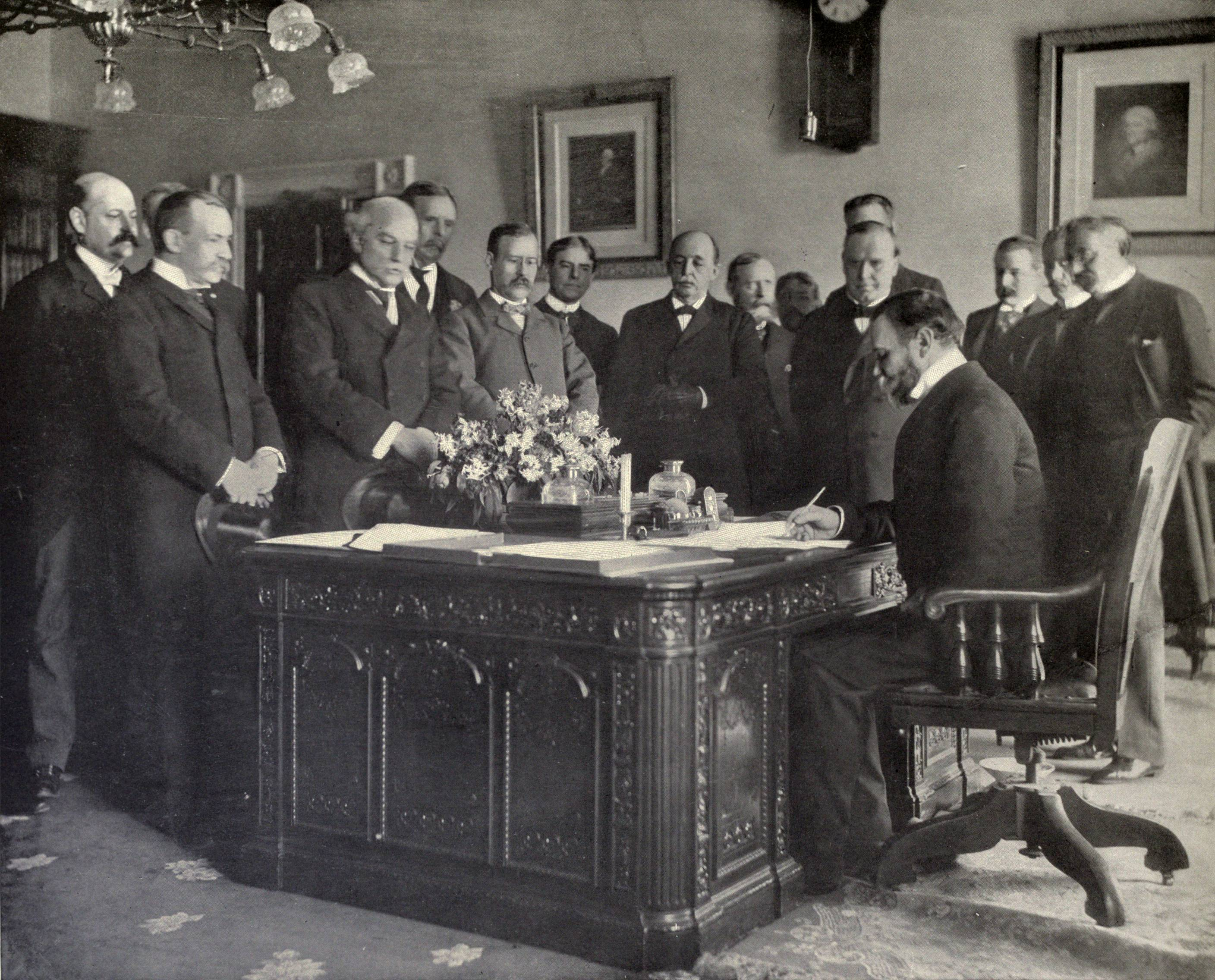
John Milton Hay, secretario de Estado de los Estados Unidos, firmando la ratificación del tratado.

El siguiente paso tras la firma del tratado fue la ratificación legislativa. Aunque en Madrid, las Cortes rechazaron el tratado, la reina regente procedió a firmarlo, pese a estar inhabilitada para ello claramente por el artículo 55 de la Constitución española de 1876 que rezaba así:

Art. 55. El Rey necesita estar autorizado por una ley especial:

Primero. Para enajenar, ceder o permutar cualquiera parte del territorio español...

En Estados Unidos el tratado también encontró una fuerte oposición, ya que según se discutió en el Senado de los Estados Unidos, en realidad no hacia otra cosa que oficializar la sustitución de un imperio por otro. Los republicanos generalmente apoyaban el tratado, mientras que los que se oponían o querían derrotar al tratado o excluir la disposición que estipulaba la adquisición de Filipinas. Los demócratas en general también favorecieron la expansión, particularmente los demócratas del sur. Una minoría de demócratas también favoreció el tratado sobre la base de poner fin a la guerra y conceder la independencia a Cuba y Filipinas.
Sin embargo, el polémico tratado fue finalmente aprobado el 6 de febrero de 1899 por 57 a 27 votos, tan solo un voto más de la mayoría de dos tercios necesaria. Solo dos republicanos votaron en contra de la ratificación, George Frisbie Hoar de Massachusetts y Eugene Pryor Hale de Maine. El senador Nelson W. Aldrich se había opuesto a la entrada en la guerra hispanoamericana, pero apoyó a McKinley cuando comenzó. Jugó un papel central en la obtención de dos tercios de la aprobación por el Senado del Tratado de París.